# Impatiens frithii
Espèce
Statut de conservation UICN

 EN B2ab(iii) : En danger
Impatiens frithii est une espèce de plantes à fleurs dicotylédones de la famille des Balsaminaceae, endémique du Cameroun.

## Appellation
Son épithète spécifique frithii fait référence à Frank Frith (1872-1954), horticulteur britannique installé en Afrique du Sud.

## Description
C'est une plante épiphyte à fleurs rouge flamme, se développant sur des arbustes ou des branches basses d'arbres.

## Distribution
C'est une espèce endémique du Cameroun, qui se rencontre dans la région du Sud-Ouest – sur les monts Bakossi, autour de Kodmin et sur le mont Etinde (Petit mont Cameroun) – et celle du Littoral, dans la forêt d'Ebo.

## Espèce en voie de disparition
Elle a été classée « espèce en voie de disparition » de par sa faible occupation de l'espace, mais aussi par l'expansion des cultures.